# 李昆霖 (藝術家)
李昆霖（英語：Lee Kuen-Lin，1965年12月13日—2009年11月8日），出生於台南，臺灣畫家、裝置藝術家。他的創作以油畫、壓克力畫、雕塑和裝置作品為主，生命、母體、大地、孤獨為其主要創作題材。
|          | 人創作是為了繁衍人的精神存在，讓生命擴散出肉體的侷限範圍，產生更多的人、生命體、精神象徵、永恆存在…解決肉體腐朽敗壞後的存在問題。 |
| ——李昆霖 | |

## 事業及藝文活動

### 早期
1991年退伍之後 ，李昆霖開始為《中國時報》、《中時晚報》和《民眾日報》繪製插畫。隔年，他在台南博雅藝術中心發表了他的首次個展、開設「人類模式」繪畫教室、兼任長榮中學美術老師及嘉南藥專書畫社指導老師，並與藝術家朋友們一同創立了台南最早的替代空間「邊陲文化」，於此舉辦了許多展覽，如：個展《沙文生態演示圖》、《憂媺的風與景》、《繁殖》，以及聯展《文化生態Ⅰ》、《文化生態Ⅱ》、《對象》、《搬家》、《人性展》、《房事展》、《心靈的紋理》、 《城市烏托邦》。

### 1997年至2000年
1997年，李昆霖加入台北「新樂園藝術空間」，成為新樂園第二屆成員，隔年於此推出個展《鳥籠》。1998年，他獲選成為「雙城記 - 台南 ‧ 波士頓文化交流」駐村藝術家，與兩地藝術家一同創作展覽。 同年，李昆霖與好友李維睦成立了以漂流木為創作材料的家具店兼藝文空間「木本物質」，並與藝文界朋友在台南市青年路成立了「原型藝術空間」。1999年，李昆霖在北園藝術街開設畫室，詩人密多王羅路過並和李昆霖結為師徒與好友。隔年，他獲國藝會補助個展《五體投地》，並協助好友張菖育在台南市大學路成立「18巷花園」藝廊餐廳。

### 2001年至2009年
2001年，李昆霖與藝術家黃步青、林煌迪和方偉文等人在台南市原州知事官邸成立了「前鋒藝術工作室」，一同規劃聯展《台南 ‧ 東京 ‧ 巴黎文化交流展》和《前鋒藝術追緝令》。同年，李昆霖與畫友黃宏德、密多王羅和侯世婷等人成立「太子畫會」，數名藝術家陸續加入。2002年，「太子畫會」成員們因為「米粉美味可口，卻愈吃愈憂鬱」, 決議將畫會改名為「米粉俱樂部」，藝術家林煌迪一度加入。2005年，「米粉俱樂部」成員商議採「洋蔥表面暴力、內在溫柔」之精神，改名為「洋蔥幫」。2007年，李昆霖作品《鋒芒》被國立台灣美術館典藏。2009年11月8日，《山賦》個展前夕，李昆霖於台南山間騎腳踏車，意外摔傷身亡，享年43歲。

## 藝術團體
| 年份      | 藝術團體       |
| --------- | -------------- |
| 1992-1995 | 邊陲文化空間   |
| 1997-1998 | 新樂園藝術空間 |
| 1998-1999 | 原型藝術空間   |
| 2001-2003 | 前鋒藝術工作室 |
| 2002-2005 | 米粉俱樂部     |
| 2005-2009 | 洋蔥幫         |

## 展覽

### 個展
| 年份 | 個展                                 | 地點                             |
| ---- | ------------------------------------ | -------------------------------- |
| 1992 | 《沙文生態演示圖》                   | 博雅藝術中心 / 邊陲文化空間      |
| 1993 | 《憂媺的風與景》                     | 邊陲文化空間                     |
| 1993 | 《雙個展》                           | 龐畢度藝術空間                   |
| 1994 | 《繁殖》                             | 邊陲文化空間                     |
| 1995 | 《咖啡屋裡的冥想》                   | 台南市文化中心                   |
| 1996 | 《手稿．筆記》                       | 成大鳳凰樹藝廊                   |
| 1997 | 《母體．能量》環境裝置               | 台南大學路                       |
| 1998 | 《鳥籠》                             | 新樂園藝術空間                   |
| 1999 | 《五體投地》                         | 原型藝術空間                     |
| 2000 | 《蛻變》與許自貴雙個展，嘉義鐵道倉庫 | 嘉義鐵道倉庫                     |
| 2001 | 《銘印》                             | 東門美術館                       |
| 2002 | 《平行飛行的雲朵》                   | Focus Arts                       |
| 2002 | 《不相干的領域》                     | 文賢油漆工程行                   |
| 2002 | 《吸納與釋放》                       | 豆皮文藝咖啡館                   |
| 2003 | 《自古山歌從口出》與黃宏德雙個展     | 東門美術館                       |
| 2003 | 《我撞到我的影子》                   | 米窟                             |
| 2005 | 《騎士與木馬》                       | 東門美術館                       |
| 2005 | 《凋啾聲打破了白日夢》與張家駒雙個展 | 沙湖壢畫廊                       |
| 2006 | 《憬》                               | 沙湖壢畫廊                       |
| 2008 | 《獨腳仙行旅圖》                     | 台南.台北東門美術館 / 沙湖壢畫廊 |
| 2009 | 《垂釣的深度》                       | 沙湖壢畫廊                       |
| 2009 | 《山賦》                             | 黎畫廊                           |
| 2010 | 《李昆霖紀念展》                     | 台南市文化中心                   |
| 2010 | 《山水紀》                           | 雲平藝術櫥窗                     |
| 2011 | 《邊陲鬥士 - 逝世兩週年回顧展》      | 東家畫廊/ M畫廊                  |

### 聯展
| 年份 | 聯展                                          | 地點                   |
| ---- | --------------------------------------------- | ---------------------- |
| 1992 | 《開幕展》                                    | 邊陲文化空間           |
| 1992 | 《台北》                                      | 臺灣泥雅畫廊           |
| 1992 | 《開幕展》                                    | 新台灣畫廊             |
| 1993 | 《第五屆台北縣美展》                          | 台北縣立文化中心       |
| 1993 | 《人性展》                                    | 邊陲文化               |
| 1993 | 《時代與意象》                                | 新生態藝術環境         |
| 1993 | 《邊陲二號展》                                | 二號公寓               |
| 1993 | 《事件展》                                    | 邊陲文化               |
| 1994 | 《環保裝置展》                                | 台北縣立文化中心       |
| 1994 | 《環境裝置》                                  | 邊陲文化               |
| 1994 | 《房事展》                                    | 新生態藝術環境         |
| 1994 | 《書寫的可能性》                              | 二號公寓               |
| 1994 | 《城市烏托邦》                                | 邊陲文化               |
| 1995 | 《心靈的紋理》                                | 鄉城生活學苑           |
| 1995 | 《邊陲聯展》                                  | 台南市立文化中心       |
| 1996 | 《台南‧現象》                                 | 吳園藝文館             |
| 1997 | 《開放展》                                    | 吳園藝文館             |
| 1998 | 《雙城記-台南‧波士頓文化交流》                | 波士頓                 |
| 1998 | 《幅源與界限》                                | 原型藝術空間           |
| 1998 | 《世紀未台灣當代藝術大飆展序展》              | 顏春華藝術中心         |
| 1999 | 《南台灣當代藝術家聯展》                      | 18巷花園               |
| 1999 | 《躁慮》                                      | 新濱碼頭藝術空間       |
| 1999 | 《燦爛歲月紀末聯展》                          | 新心藝術館             |
| 2000 | 《驅動城市2000‧創意空間連線》                 | 華山藝文特區           |
| 2000 | 《關於藝術的原型》                            | 原型藝術空間           |
| 2001 | 《台南‧東京‧巴黎文化交流展》                  | 前鋒藝術工作室         |
| 2001 | 《前鋒藝術追緝令》                            | 前鋒藝術工作室         |
| 2002 | 《飛行的雲朵》                                | 交流道畫廊             |
| 2002 | 《尋找城市II，不知名的總結》                  | 豆皮文藝咖啡館         |
| 2002 | 《蟀／饅頭／豬腦袋》                          | 成大藝術中心           |
| 2002 | 《台南雙年展》                                | 台南市立藝術中心       |
| 2002 | 《府城文化復興·文化復興府城》                 | 原型藝術空間           |
| 2002 | 《椅子的異想》                                | 成大藝術中心           |
| 2003 | 《前鋒漫步》                                  | 前鋒藝術工作室         |
| 2003 | 《米粉俱樂部 THE CHRISMA，La‧Da-La》          | 原型藝術空間           |
| 2003 | 《"粉"虱目魚─影與隱》                         | 東門美術館             |
| 2004 | 《孔子》                                      | 壹三陸眾藝術           |
| 2004 | 《南台灣當代藝術展》                          | 成大藝術中心           |
| 2004 | 《南方藝象‧藝術超熱帶-藝術博覽會》            | 駁二倉庫               |
| 2005 | 《開幕展》                                    | 草山東門會館           |
| 2006 | 《台北國際藝術博覽會-新形異貌》               | 華山創意文化園區       |
| 2006 | 《當代美學》                                  | 草山東門會館 / 家畫廊  |
| 2006 | 《海洋與內陸的對話-台灣．匈牙利藝術交流計劃》 | 成大藝術中心           |
| 2006 | 《現代藝術美展》                              | 新天地6FC區文化館      |
| 2007 | 《深沉與自在》                                | 台北科技大學藝文中心   |
| 2007 | 《負離子》                                    | 沙湖壢畫廊             |
| 2007 | 《台北國際藝術博覽會》                        | 世貿二館               |
| 2007 | 《青年大德》                                  | 臺灣新藝 / 沙湖壢畫廊  |
| 2007 | 《喬遷展》                                    | 東門美術館             |
| 2007 | 《枕戈待旦‧天堂樂園》                         | 牛角村15號             |
| 2008 | 《北京國際藝術博覽會》                        | 國貿中心               |
| 2008 | 《台北國際藝術博覽會》                        | 世貿展演一館           |
| 2008 | 《上海國際藝術博覽會》                        | 世貿商城               |
| 2008 | 《青洋蔥幫VS文賢油漆工程行藝術家工作坊》      | 文賢油漆工程行         |
| 2008 | 《北京國際藝術博覽會》                        | 國貿中心               |
| 2008 | 《台北國際藝術博覽會》                        | 世貿展演一館           |
| 2008 | 《上海國際藝術博覽會》                        | 世貿商城               |
| 2008 | 《青洋蔥幫VS文賢油漆工程行藝術家工作坊》      | 文賢油漆工程行         |
| 2009 | 《新綠》                                      | Clinic Gallery         |
| 2009 | 《烏卿墨》                                    | 綠色法藍絲             |
| 2009 | 《馬來西亞國際藝術博覽會》                    | 吉隆坡國貿大廈展會中心 |
| 2009 | 《府城華岡藝術節》                            | 文化中心演藝廳大廳     |
| 2010 | 《打狗 · 府城 - 2010 當代藝術交流展》         |                        |
| 2010 | 《虫虫虫虫》                                  | 102藝術                |
| 2016 | 《城內/城外-台南當代藝術初探》                | 台南文化中心           |
| 2017 | 《烏托幫》                                    | 水色藝術工房           |

## 相關連結
- 李昆霖個人網站 （页面存档备份，存于）
- Facebook
- Instagram
- 台灣當代藝術資料庫TCAA